# Phenax microcarpus
Phenax microcarpus är en nässelväxtart som beskrevs av Ignatz Urban. Phenax microcarpus ingår i släktet Phenax och familjen nässelväxter. Inga underarter finns listade i Catalogue of Life.